# World Wide Views on Biodiversity
World Wide Views on Biodiversity er et globalt projekt om biodiversitet, der udspringer af et tilsvarende om global opvarmning.
Mødeformen er udviklet efter dansk forbillede af Teknologirådet og forløber i en række temarunder, der hver indledes med en kort introduktion og en film. Herefter debatterer borgerne en serie spørgsmål i grupper, og sidst i hver runde stemmer de personligt på én af flere muligheder. I de fire debattemaer indgår blandt andet koralrev, bæredygtig landbrugsdrift, beskyttelse af biodiversitet i ulande og overudnyttelse af havets ressourcer.
Lørdag den 15. september 2012 mødtes 3.000 borgere ved 34 møder i 25 lande for at debattere og afgive deres stemme om betingelserne for klodens dyr og planter i fremtiden. Resultaterne bliver præsenteret på FN's konference om biodiversitet i Indien i oktober, og er borgernes indstilling til at stoppe tilbagegangen i naturens mangfoldighed frem mod 2020.
De 34 møder blev afholdt kloden rundt i løbet af det samme døgn, og verden over modtog de deltagende borgere på forhånd det samme informationsmateriale. I løbet af dagen blev afstemningsresultaterne præsenteret online.
Projektet er igangsat af FN's biodiversitetssekretariat, Miljøministeriet og Teknologirådet. Det bygger på de erfaringer, man har gennem det første globale borgerinddragelsesprojekt nogensinde, World Wide Views on Global Warming, som involverede ca. 4.000 borgere i 38 lande.
Bl.a. Miljøministeriet, Villum Fonden og Japan Biodiversity Fund yder økonomisk støtte til arbejdet.